# 石島 (江東區)
石島（日语：／ Ishijima */?）是東京都江東區的町名。郵遞區號為135-0014。

## 地理
位於江東區中央，屬深川地域。北鄰扇橋，東接千田，南連千石，西通三好。

## 歷史
江戶時代围垦後所形成，當時與千田、海邊海邊合稱「十萬坪」。扇橋、千石、千田、海邊等地也都是圩田。

### 地名由來
過去附近一帶為海邊濕地，此處因其地形而命名為石島。

## 交通
大門通上，扇橋公園前可搭乘都營巴士「錦13｣系統。

## 設施
- 江東區立扇橋小學校
- 文化教養学園幼稚園
- YMCA幼稚園

## 備註
1. ↑  江東区の世帯と人口（住民基本台帳による） 区民部区民課 平成25年8月1日現在[永久]
2. ↑  江東区の地名由来 的存檔，存档日期2013-07-19.

## 外部連結
- 江東區官方網站 （页面存档备份，存于）